# Patriot Act
Patriot Act, eller officiellt USA Patriot Act (Uniting and Strengthening America by Providing Appropriate Tools Required to Intercept and Obstruct Terrorism Act of 2001), är en samling lagändringar som antogs av USA:s kongress till följd av terrordåden den 11 september 2001.
Patriot Act kritiserades för att innebära ingrepp i privatlivet och gav CIA tillåtelse att lättare kunna avlyssna telefonsamtal, infiltrera grupper och utan att ansöka om tillstånd ta reda på vilka böcker individer har lånat, personers utbildning, sjukdomar och sjukhusvistelser.[källa behövs]